# Larry Adler
Lawrence Cecil „Larry” Adler (n. 10 februarie 1914, Baltimore, Maryland – d. 7 august 2001, Londra) este un autor și muzician american. El a devenit cunoscut prin melodiile cântate la muzicuță. Printre șlagărele cântate de Larry sunt Reino Unido (1949), sau în unele filme muzicale cu Fred Astaire.